# Qualità del software
Per qualità del software si intende la misura in cui un prodotto software soddisfa un certo numero di aspettative rispetto sia al suo funzionamento sia alla sua struttura interna. Gran parte della ricerca nel campo dell'ingegneria del software è dedicata, direttamente o indirettamente, al tema della qualità. In particolare, si è cercato di stabilire chiaramente cosa si intenda per qualità del software, definendo un insieme di parametri di qualità significativi; di realizzare tecniche per misurare tali parametri rispetto a un dato sistema software; di sviluppare tecnologie (per esempio linguaggi di programmazione) e metodologie (per esempio di analisi e progettazione) che facilitino la realizzazione di software di qualità.

## Cos'è il software di qualità?

### Classificazione dei parametri
Tradizionalmente, i parametri (o fattori) rispetto a cui si può misurare o definire la qualità del software vengono classificati in due famiglie: parametri esterni e parametri interni. I primi si riferiscono alla qualità del software così come è percepita dai suoi utenti, e includono correttezza, affidabilità, robustezza, efficienza, usabilità, ecocompatibilità. I secondi si riferiscono alla qualità del software così come è percepita dagli sviluppatori, e includono verificabilità, manutenibilità, riparabilità, evolvibilità, riusabilità, portabilità, leggibilità, modularità. Generalmente esiste una correlazione fra questi due aspetti (banalizzando: il software mal scritto tende anche a funzionare male).

### Parametri di qualità esterni

#### Correttezza
Un programma o sistema software si dice corretto se si comporta esattamente secondo quanto previsto dalla sua specifica dei requisiti. In termini più informali, un sistema è corretto se fa esattamente quello che è stato progettato per fare. Nell'ingegneria del software "classica" (anni sessanta-anni settanta), lo sviluppo di software corretto veniva universalmente considerato l'obiettivo predominante, a cui praticamente tutti gli altri parametri di qualità erano finalizzati. Molti moderni modelli di sviluppo software, viceversa, escludono la possibilità di sviluppare rispetto a una specifica stabilita a priori in modo definitivo e non ambiguo, e quindi, indirettamente, negano alla correttezza un valore pratico significativo. In ogni caso, la correttezza è una qualità assoluta (un sistema è corretto o non lo è) e sostanzialmente impossibile da misurare (verificare); non è possibile stabilire con certezza che un sistema sia corretto.
Nelle metodologie di sviluppo e progettazione agili, si parla piuttosto di "soddisfazione del cliente", intendendo con questo che i requisiti iniziali potrebbero essere stati modificati, ma con il consenso e a piena soddisfazione del committente.

#### Affidabilità
Un sistema è tanto più affidabile quanto più raramente, durante l'uso del sistema, si manifestano malfunzionamenti. Una definizione più specifica, ma non universalmente riconosciuta, è basata sul concetto di MTBF (Mean Time Between Failure, il tempo medio che intercorre fra due fallimenti successivi). In termini invece più vaghi (ma probabilmente più significativi), si può anche dire che l'affidabilità è la misura in cui l'utente può "fidarsi" del software; questa definizione tiene conto, in particolare, del fatto che malfunzionamenti gravi si considerano solitamente più influenti, nella valutazione dell'affidabilità, di errori minori. In questo senso, il modo in cui si intende il termine affidabilità può variare in funzione del tipo di utente (per esempio della sua capacità di adattarsi) e del tipo di applicazione (per esempio in funzione della sua criticità).
Poiché l'affidabilità è concettualmente misurabile (una volta specificato un particolare modello, per esempio MTBF o una variante pesata in funzione della gravità dei fallimenti), questo parametro viene spesso considerato la controparte "realistica" della correttezza.
L'industria del software moderna, su applicazioni non critiche, tende a considerare economicamente vantaggioso il rilascio di prodotti con un tasso iniziale di malfunzionamenti piuttosto elevato, ma dotati di meccanismi di caricamento periodico di patch (per esempio via Internet) attraverso cui gli errori vengono corretti via via che vengono trovati dall'utenza e segnalati al produttore.
Controesempi di software affidabile (o chiari esempi di software inaffidabile).
Il Therac-25 era una strumentazione medica usata agli inizi degli anni ottanta per trattare il cancro. L'unicità dell'apparecchiatura a quel tempo era il software, che monitorava la dose di radiazioni da emettere nel trattamento. Purtroppo un errore nel software causò l'emissione di dosi letali. L'errore si verifica così infrequentemente che morirono diverse persone prima di rendersi conto del problema.

#### Robustezza
In termini generali, la robustezza di un sistema è la misura in cui il sistema si comporta in modo ragionevole in situazioni impreviste, non contemplate dalle specifiche. Situazioni di questo tipo in genere riguardano errori ed eccezioni di varia natura (dati di input scorretti, fallimenti di componenti software o hardware esterni al sistema e interagenti con esso, e così via). Anche in questo caso, l'idea intuitiva della robustezza implica certamente considerazioni di valore sugli effetti dannosi che il sistema o l'utente subiscono se il sistema reagisce in modo "irragionevole" a situazioni impreviste.

#### Efficienza
Un sistema è efficiente se usa memoria, CPU e altre risorse in modo proporzionato ai servizi che svolge, ovvero senza sprechi. Il termine prestazioni ha un significato correlato più specifico; le prestazioni, infatti, sono da considerarsi come uno degli elementi che potrebbe essere specificato dai requisiti (si parla in questo caso di requisiti non funzionali). Efficienza e prestazioni sono difficilmente predicibili e quindi non raramente vengono prese in considerazione solo a sistema realizzato; tuttavia, gli interventi a posteriori per migliorare il comportamento del sistema rispetto a questi parametri sono spesso estremamente difficili e costosi. Fra i modelli utilizzati per misurare (o specificare) l'efficienza di un sistema si possono citare quelli basati sulla complessità algoritmica, le misure sul campo, le misure su modelli matematici o modelli di simulazione.

#### Usabilità
Un sistema è facile da usare se un essere umano lo reputa tale.

È una qualità soggettiva:
- dipende dal contesto
- dipende dall'esperienza

L'interfaccia utente interviene molto sull'amichevolezza di un'applicazione, ma anche in questo caso è la formazione e la cultura dell'utente a giudicare tale caratteristica.
Al di fuori di una visione macchinocentrica, va sottolineata l'esistenza di principi condivisi che permettono di valutare il livello di usabilità di un'applicazione, indipendentemente da fattori soggettivi. Valga come riferimento il noto studio di Jakob Nielsen Archiviato il 13 novembre 2012 in Internet Archive., e quanto espresso dallo standard ISO 9241-10 sugli ergonomic requirement .

#### Ecocompatibilità
Un sistema è ecocompatibile se tiene in conto nel suo disegno l'impatto del suo esercizio sull'ambiente che lo circonda.
L'ecocompatibilità equivale all'efficienza del sistema ambiente di cui l'essere umano è parte.

#### Scalabilità
Un sistema è scalabile se può essere adattato a diversi contesti con forti differenze di complessità (per esempio database molto piccoli o molto grandi) senza che questo richieda la riprogettazione dello stesso sistema. Solitamente, si richiede che le prestazioni di un sistema possano essere aumentate "semplicemente" fornendo al sistema stesso maggiori risorse di calcolo (processori più potenti, maggiori quantità di memoria, sistemi di memoria di massa più capienti o più veloci, e così via).

### Parametri di qualità interni

#### Verificabilità
Un sistema è verificabile se le sue proprietà:
- correttezza
- affidabilità

sono facili da verificare.

Per aumentare il grado di verificabilità si fa uso di:
- tecniche di progettazione modulare
- opportuni linguaggi di programmazione
- software monitor

In alcuni casi diventa una qualità esterna (Software safety critical).

#### Manutenibilità
Facilità di apportare modifiche a sistema realizzato.
In origine si pensava che la manutenzione corrispondesse solo al bug fixing, ma oggi la situazione è più complessa; la manutenzione riguarda infatti ogni miglioramento del software e andrebbe indicata più precisamente come evoluzione del software.
Ormai il 60% dei costi dipende proprio dalla manutenzione.
Per analizzare questi costi occorre suddividere in manutenzione:
- Correttiva
- Adattativa
- Perfettiva

La manutenzione correttiva
- Elimina gli errori presenti sin dall'inizio
- Elimina gli errori introdotti da precedenti interventi di manutenzione
- Rappresenta il 20% del totale della manutenzione

La manutenzione adattativa (o adattiva):
- Modifiche a seguito di cambiamenti nell'ambiente
- Cambiamenti nell'Hardware, nel Sistema operativo, ecc.
- 20% del totale

La manutenzione perfettiva
- Modifiche per migliorare le qualità del software
- Introduzione di nuove funzionalità
- Miglioramento delle funzionalità esistenti
- È la parte più consistente (circa il 60% del totale)

L'ultima parte è così consistente soprattutto per il legacy software che non può essere sostituito a meno di ingenti spese, per cui viene migliorato e adattato.
La manutenibilità dipende da due aspetti
- Riparabilità per indicare ciò che consente di eliminare difetti
- Evolvibilità per indicare ciò che consente l'implementazione di nuovi requisiti

#### Riparabilità
Un sistema è riparabile se la correzione degli errori è poco faticosa.
È una proprietà fondamentale di molti prodotti ingegneristici (automobili, computer, ecc...). Per questi prodotti la tecnica usata è quella di abbassare il prezzo e di favorire la sostituzione piuttosto che la riparazione. Perché ciò possa avvenire si utilizzano delle parti standard che possono essere cambiate con facilità.
Nel software la situazione è diversa.
- Non c'è usura (parti meccaniche);
- Non esistono componenti standard;
- Il costo non dipende dai pezzi ma solo dalla manodopera necessaria.

La riparabilità si persegue attraverso la modularizzazione.
Non conta tanto il numero, ma piuttosto il come sono organizzati tra loro e al loro interno.

#### Evolvibilità
Il software, a differenza di altri prodotti ingegneristici, è teoricamente facilmente modificabile. Tuttavia:
- Non si fanno mai studi di analisi di fattibilità approfonditi
- Non si progettano le modifiche

Peggio ancora, i cambiamenti effettuati non sempre sono documentati per cui le specifiche non vengono aggiornate e ciò rende i cambiamenti futuri difficili da compiere.
È necessario prevedere sin dall'inizio che il software possa evolvere e progettare tenendo in mente questa evoluzione per sfruttare al meglio i costi sostenuti in passato.

#### Riusabilità
Affine all'evolvibilità. Tuttavia si ha nell'evolvibilità una modifica per realizzare una nuova versione, mentre nella riusabilità si usano parti di sistema per realizzare un prodotto diverso.
Inizialmente si pensava al riuso del software. Oggi si riusa tutto:
- Specifiche
- Progetti
- Collaudo

Indica il livello di maturazione della disciplina.
Vantaggi:
- Diminuzione dei costi
- Aumento della affidabilità

Come fare per rendere i diversi manufatti riusabili?
- Tecniche di progettazione
- Tecniche di specifica
- Metodologie
- Standardizzazione del processo di sviluppo

#### Portabilità
Un sistema è portabile se è in grado di funzionare in ambienti diversi.
È diventato un aspetto fondamentale perché consente di avere vantaggi economici, in quanto si possono ammortizzare i costi trasportando l'applicazione in diversi ambienti.
Nel caso delle applicazioni web è la chiave di volta.
Si usano strumenti e tecniche appositamente pensate per dare luogo a oggetti portabili.